# Adam Burrows
Adam Seth Burrows (* 11. November 1953 in Salt Lake City) ist ein US-amerikanischer Astrophysiker, der auf dem Gebiet der theoretischen Astrophysik arbeitet.

## Leben
Burrows studierte Physik an der Princeton University mit einem Bachelor-Abschluss im Jahr 1975. Anschließend ging er an das Massachusetts Institute of Technology, wo er 1979 promoviert wurde (Ph.D.). Im selben Jahr wurde er Lecturer an der University of Michigan, und ab 1980 war er an der Stony Brook University zunächst Research Associate und ab 1983 Visiting Assistant Professor. 1986 wechselte er an die University of Arizona, wo er 1992 ordentlicher Professor (Full Professor) wurde. Von 1992 bis 2000 leitete er dort das Theoretical Astrophysics Program. Seit 2008 ist er Full Professor am Department of Astrophysical Sciences der Princeton University. Er war in staatlichen Einrichtungen in unterschiedlichen Positionen und Projekten tätig, so im National Research Council der Nationalen Akademien der Vereinigten Staaten und bei der NASA.
Burrows Hauptforschungsgebiet ist die Theorie der Exoplaneten, der Braunen Zwerge und Supernovae. Bei den Exoplaneten und Braunen Zwerge gilt sein Interesse speziell der Evolution, der Spektroskopie und der Atmosphäre dieser Objekte. Er war einer der ersten Theoretiker, der die Eigenschaften von Riesen-Exoplaneten vor ihrer Entdeckung im Jahr 1995 beschrieben hat. Ebenso leistete er wichtige Beiträge zum Verständnis des Mechanismus von Supernovaexplosionen.
Von 1985 bis 1987 war Burrows Sloan Research Fellow. 1992 wurde er Fellow der American Physical Society und 2004 der American Association for the Advancement of Science. Seit 2010 ist er Mitglied der American Academy of Arts and Sciences.
2015 wurde er zum Mitglied der National Academy of Sciences gewählt.

## Schriften (Auswahl)
- Adam Burrows, James M. Lattimer: The birth of neutron stars. In: Astrophysical Journal. Band 307, 1986, S. 178–196.
- Adam Burrows: The birth of neutron stars and black holes. In: Physics Today. Band 40, Nr. 9, 1987, S. 28–37, doi:10.1063/1.881086.
- Adam Burrows, James Liebert: The science of brown dwarfs. In: Reviews of Modern Physics. Band 65, Nr. 2, 1993, S. 301–336, doi:10.1103/RevModPhys.65.301.
- Adam Burrows, W. B. Hubbard, J. I. Lunine, James Liebert: The theory of brown dwarfs and extrasolar giant planets. In: Reviews of Modern Physics. Band 73, Nr. 3, 2001, S. 719–765, doi:10.1103/RevModPhys.73.719.
- Alex R. Howe, Adam S. Burrows: Theoretical transit spectra for gj1214b and other “super-Earths”. In: Astrophysical Journal. Band 756, Nr. 2, 2012, S. 176–189, doi:10.1088/0004-637X/756/2/176.
- Adam Burrows: Perspectives on core-collapse supernova theory. In: Reviews of Modern Physics. Band 85, Nr. 1, 2013, S. 245–261, doi:10.1103/RevModPhys.85.245.
- Adam S. Burrows: Spectra as windows into exoplanet atmospheres. In: Proceedings of the National Academy of Sciences. Band 111, Nr. 35, 2014, S. 12601–12609, doi:10.1073/pnas.1304208111.
- Adam S. Burrows: Highlights in the study of exoplanet atmospheres. In: Nature. Band 513, 18 September, 214, S. 345–352, doi:10.1038/nature13782.